# Хорион гонадотропин
Човешкият хорион гонадотропин (ЧХГ, hHG) е глюкопротеинен хормон. Този хормон е характерен за бременността. Произвежда се от ембриона и плацентата.
ЧХГ спомага за произвеждането на прогестерон. Под действието на прогестерона през цялата бременност става възможно нормалното и оптимално развитие на плода. Съвременните тестове за бременност откриват в урината на бременните жени именно човешки хорион гонадотропин, позволявайки установяване на бременност в ранен период. Това зависи най-вече от чувствителността на теста към хормона. Абнормно високи нива на ЧХГ се наблюдават при гроздовидна бременност. Той се използва за предизвикване на овулация.